# 金亨宇
金 亨宇（キム・ヒョンウ、朝鮮語: 김형우、1936年3月1日 - ）は、朝鮮民主主義人民共和国の外交官。駐スイス大使、在ジュネーヴ国際機関常任代表、国連大使などを務めた。

## 経歴
金日成総合大学法学部卒。外務部副部長、駐スイス大使、ジュネーヴ国際機関北朝鮮常任代表、朝鮮労働党中央委員会国際部副部長、国際問題研究所長、党中央委員会副部長、朝鮮アジア太平洋平和委員会副委員長などを務めた。